# Herlies
Herlies ist eine französische Gemeinde mit 2.288 Einwohnern (Stand: 1. Januar 2022) im Département Nord in der Region Hauts-de-France. Sie gehört zum Arrondissement Lille und zum Kanton Annœullin. Die Einwohner werden Herlilois genannt.

## Geographie
Herlies liegt etwa 16 Kilometer westsüdwestlich von Lille und 16 Kilometer nördlich von Lens. Umgeben wird Herlies von den Nachbargemeinden Fournes-en-Weppes im Norden, Wicres im Osten, Illies im Süden sowie Fromelles im Westen.
Durch die Gemeinde führt die Route nationale 41.

## Bevölkerungsentwicklung
| Jahr                       | 1962 | 1968 | 1975 | 1982 | 1990 | 1999 | 2006 | 2012 | 2020 |
| Einwohner                  | 802  | 805  | 814  | 1236 | 1697 | 2015 | 2065 | 2399 | 2538 |
| Quellen: Cassini und INSEE |      |      |      |      |      |      |      |      |      |

## Sehenswürdigkeiten

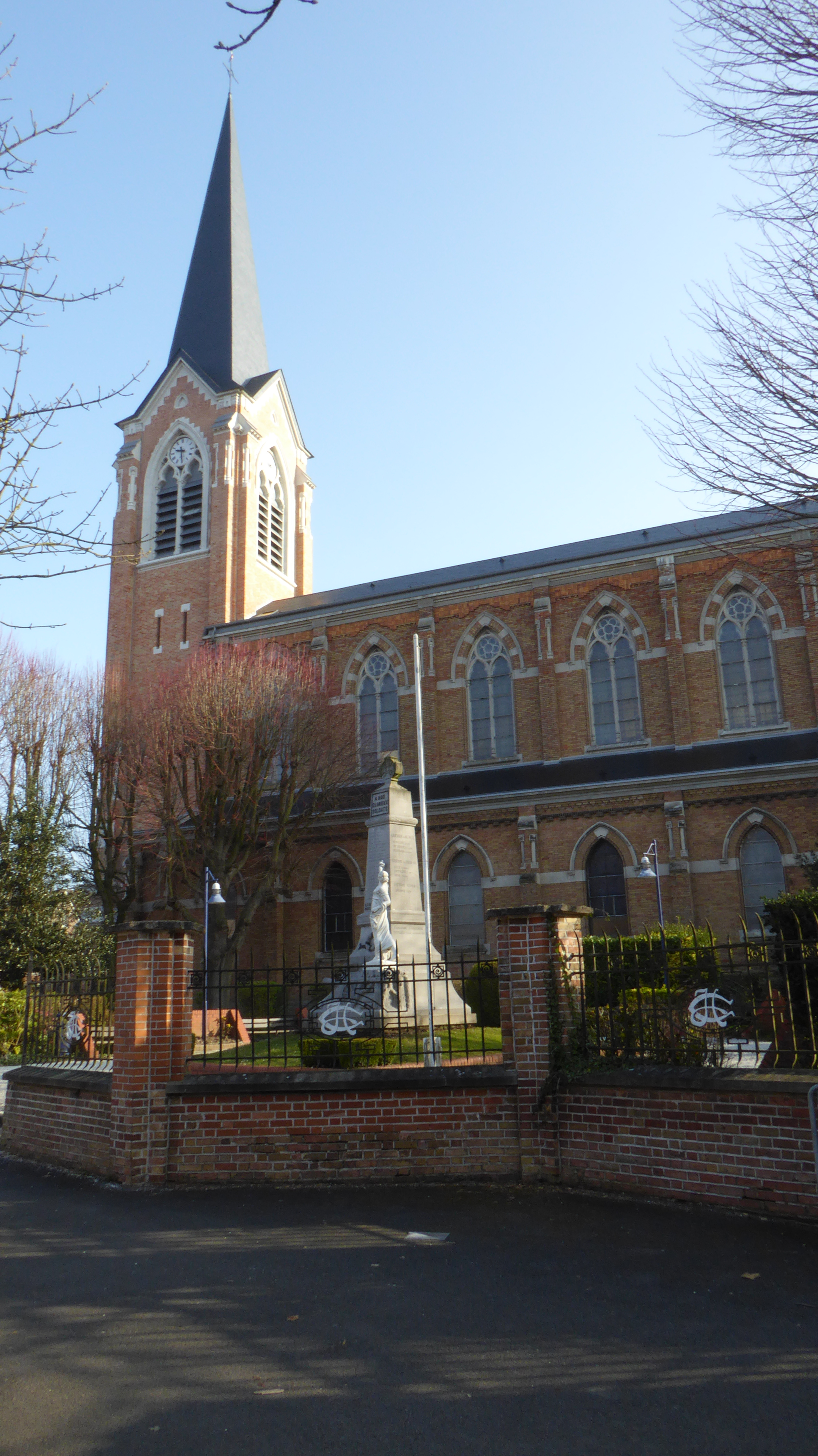
Kirche Saint-Amé

- Kirche Saint-Amé